# Boss Bitch
Singles de Doja Cat
Cyber Sex
(2019) Say So
(2020)
Boss Bitch est une chanson de Doja Cat sortie le 24 janvier 2020. Elle fait partie de la bande originale du film Birds of Prey.

## Clip vidéo
Le clip vidéo de Boss Bitch est réalisé par Jack Begert. Il contient à la fois des extraits du film Birds of Prey et des séquences mettant en scène Doja Cat.

## Classements et certifications
| Classement (2020)                              | Meilleure position |
| ---------------------------------------------- | ------------------ |
| Allemagne (GfK Entertainment)                  | 31                 |
| Argentine (Argentina Hot 100 (en))             | 100                |
| Australie (ARIA)                               | 17                 |
| Autriche (Ö3 Austria Top 40)                   | 23                 |
| Belgique (Flandre Ultratip Bubbling Under 100) | 6                  |
| Belgique (Flandre Ultratop R&B/Hip-Hop)        | 18                 |
| Belgique (Wallonie Ultratip Bubbling Under 50) | 19                 |
| Belgique (Wallonie Ultratop R&B/Hip-Hop)       | 33                 |
| Canada (Hot 100)                               | 27                 |
| Canada (Digital Songs)                         | 44                 |
| Communauté des États indépendants (Tophit)     | 309                |
| Écosse (OCC)                                   | 50                 |
| Estonie (Eesti Ekspress)                       | 8                  |
| États-Unis (Hot 100)                           | 100                |
| États-Unis (Digital Songs)                     | 42                 |
| États-Unis (R&B/Hip-Hop Songs)                 | 47                 |
| Finlande (Suomen virallinen lista)             | 6                  |
| France (SNEP)                                  | 44                 |
| Grèce (IFPI Greece)                            | 17                 |
| Hongrie (Single Top 40)                        | 17                 |
| Hongrie (Stream Top 40)                        | 8                  |
| Irlande (Irish Singles Chart)                  | 8                  |
| Islande (Tónlistinn)                           | 16                 |
| Italie (FIMI)                                  | 23                 |
| Japon (Hot 100)                                | 55                 |
| Lettonie (LAIPA)                               | 18                 |
| Lituanie (AGATA)                               | 11                 |
| Norvège (VG-lista)                             | 27                 |
| Nouvelle-Zélande (RMNZ)                        | 27                 |
| Pays-Bas (Single Top 100)                      | 88                 |
| Portugal (AFP)                                 | 40                 |
| Royaume-Uni (UK Singles Chart)                 | 24                 |
| Singapour (RIAS (en))                          | 26                 |
| Slovaquie (IFPI Singles Digitál)               | 9                  |
| Suède (Sverigetopplistan)                      | 57                 |
| Suisse (Schweizer Hitparade)                   | 28                 |
| Tchéquie (IFPI Singles Digitál)                | 6                  |

| Région | Certification | Ventes/Streams |
| --- | ------------- | -------------- |
| Brésil (ABPD) | Or            | 20 000*        |
| *Ventes selon la certification ^Mise en rayon selon la certification xNon précisé par la certification ‡ventes/streaming selon la certification |               |                |